# Alyson Kiperman
Alyson Suzanne Sullivan (Los Angeles, Califórnia, 16 de março de 1977) é uma atriz norte-americana mais conhecida por interpretar a Tenente Taylor Earhardt, Ranger Amarela de Power Rangers Força Animal.

## Biografia
Descendente de irlandeses, russos e alemães, Alyson possui dois meio-irmãos:. Uma irmã mais velha, Melissa Linn, e um irmão mais velho, Chris Kiperman, que também trabalhou no negócio do cinema. No final da década de 1990, foi modelo para a Abercrombie & Fitch e desde então continuou na carreira artística.
Antes de entrar em Power Rangers, atuou com Jason David Frank em Undressed. Também trabalhou em diversos outros como Caroline in the City e A Divisão.
Em 2006, ela se casou com Gary Sullivan e agora usa Alyson Sullivan como seu nome artístico, volta a trabalhar no novo filme chamado Hell Ride e atualmente ela é atriz e proprietária da Sullivan Farms Sweet & Spicy Mustard.

## Filmografia
- Taylor Earheart .. Power Rangers Força Animal
- Undressed
- Caroline in the city
- Hell ride